# Salomvár, Zala
Salomvár  este un sat în districtul Zalaegerszeg, județul Zala, Ungaria, având o populație de 615 locuitori (2011). 

## Demografie
Componența etnică a satului Salomvár
     Maghiari (97,65%)
     Romi (1,84%)
     Germani (0,5%)
Componența confesională a satului Salomvár
     Romano-catolici (78,05%)
     Fără religie (3,58%)
     Reformați (3,25%)
     Necunoscută (14,31%)
     Luterani (0,81%)
     Alte religii (1,14%)
Conform recensământului din 2011, satul Salomvár avea 615 locuitori. Din punct de vedere etnic, majoritatea locuitorilor (97,65%) erau maghiari, cu o minoritate de romi (1,84%).  Din punct de vedere confesional, majoritatea locuitorilor (78,05%) erau romano-catolici, existând și minorități de persoane fără religie (3,58%) și reformați (3,25%). Pentru 14,31% din locuitori nu este cunoscută apartenența confesională.